# Muren omkring Asgård
Muren omkring Asgård er en fortælling fra den nordiske mytologi.
Engang i tidernes morgen hvor aserne stadig var ved at etablere sig i Asgård, var hele egnen truet af jætterne og manglede et effektivt værn imod dem. Og således dukkede Bygmesteren op.
Bygmesteren forlangte Freja og Solen til gengæld for at bygge en mur omkring Asgård, som han garanterede aldrig ville kunne gennembrydes af hverken jætter eller trolde. Guderne mente, at han aldrig ville være i stand til at færdigbygge muren inden for tidsrammen på én vinter og indvilligede, på Lokes foranledning, i bygmesterens krav. 
Men bygmesteren havde den usædvanlig hingst Svadilfare med jætterkræfter til hjælp og guderne indså snart, at bygmesteren ville opfylde tidskravet. Man måtte finde en løsning, da ingen ville af med hverken Freja eller solen. Da Loke havde fået dem til at gå med til handelen, var det vel også kun rimeligt, at han løste problemet.
Loke forvandlede sig derfor til en hoppe og lokkede Svadilfare væk. Resultatet blev at bygmesteren ikke fik færdiggjort muren og han kunne derfor ikke kræve sin belønning. Loke fødte senere Sleipner, Odins ottebenede ganger, der løber lige godt i luften som på jorden.
Desuden dræbte Thor bygmesteren for at kæfte op om at der havde været snyd med i spillet og han endte derfor i Hel.